# Nagylupsa
Nagylupsa, 1911-ig Lupsa (románul: Lupșa) falu Romániában, Erdélyben, Fehér megyében.

## Fekvése
Az Erdélyi Szigethegységben, a Mócvidéken, Tordától hetven kilométerre nyugatra, Topánfalvától tizenegy kilométerre keletre, az Aranyos bal partján fekszik.

## Nevének eredete
Nevét valószínűleg szláv eredetű román személynévről kapta, melynek nincs köze a lup ('farkas') közszóhoz (vö. Ljubiša). Először 1366-ban Lwpsa, 1441-ben Naghlwpsa és Kyslwpsa, 1518-ban Also Lwpsa és Felwew Lwpsa, patakját 1437-ben Lwpsapathaka néven említették. Előtaggal a helységnévrendezéskor a Fogaras vármegyei Lupsától való megkülönböztetésül látták el.

## Története
Valószínűleg  a 14. század első felében települt Offenbánya határán, román lakossággal. A 16. századig Offenbánya és a Toroczkai család vetélkedett birtokáért. A középkor végén két, kenézi jogú román faluból állt. Az offenbányai polgárok 1479-ben fegyveresekkel lerohanták a két Lupsa arany- és ezüstbányáit, amelyek a mai Hadaró községrész mellett feküdtek. A 16. század végén Gyulai Pál birtokolta.
1750-ben 370 háztartást számoltak össze benne, míg 1786-ban 2703-an lakták. Bisztrának az 1810-es években történt görögkatolikus hitre térése után ortodox esperesi székhely lett. 1825-ben görögkatolikus egyházközséget létesítettek benne. Egy 1842-es vásárlajstrom ezekkel a szavakkal számol be május 5-én kezdődő juhvásáráról: „ritka helyen lehet az országba szebb, épebb, s testesebb juhokat találni.” Torda, majd 1876-tól Torda-Aranyos vármegyéhez tartozott. 1896-ban háromszáz családfője készített favillát és gereblyét, 125-en pedig kereket. 1945 után lakói nagy része a verespataki aranybányánál talált munkát. 2008. július 16-án kisebb gátszakadás történt a nagylupsai zagytározónál.
1880-ban 2515 lakosából 2366 volt román és 148 cigány anyanyelvű; 2043 ortodox és 471 görögkatolikus vallású.
2002-ben 754 lakosából 750 volt román nemzetiségű; 744 ortodox vallású.

## Látnivalók
- A falu felett, a temető mellett álló Szent György ortodox templomot a benne található, cirill betűs alapító felirat miatt sokáig 1421-es keltezésűnek vélték, az újabb régészeti feltárás azonban nagy valószínűséggel az 1370-es évekre datálta. A helybeli kenézi család alapította. Az eredetileg is teremtemplom alaprajz a sokszögű apszissal és a déli oldalon nyíló bejárattal ritkaság, és azt valószerűsíti, hogy eredetileg latin rítus szerint használták. A kezdetektől temetkezési helyként is használták, de a temetkezések sora a 14. és a 16. század között megszakadt. A narthexet és a déli oldal tornácát a 19. században építették hozzá. 1750-ben készült festése nagyrészt megmaradt, a szentélyt és az ikonfalat 1810-ben festették.
- A községközponttól nyugatra, a Monostor községrészben, 523 méteres tengerszint feletti magasságban található ortodox kolostor az 1427-ben összeírt Muntele Călugărului ('Barát-hegy') határnév alapján ítélve már akkor létezett. 1820-as feloszlatása előtt itt működött a vidék egyetlen kolostora és egyben iskolája is. 1992-ben alakult újjá. Fatemplomát a kolostorral egyidősnek vélik, de régészeti feltárás nem folyt benne. 1694-ben építették vagy építették át. Ekkorról való kazettás mennyezete két torockószentgyörgyi festő, Solymosi János és Gyárfás István műve. Narthexét és harangtornyát 1810-ben építették hozzá. Az 1990-es és 2000-es években felújították.
- Néprajzi múzeumát 1938-ban alapították, Pamfil Albu tanító gyűjteményének felhasználásával. Kiállítása kb. hatezer tárgyból áll.

## Képek

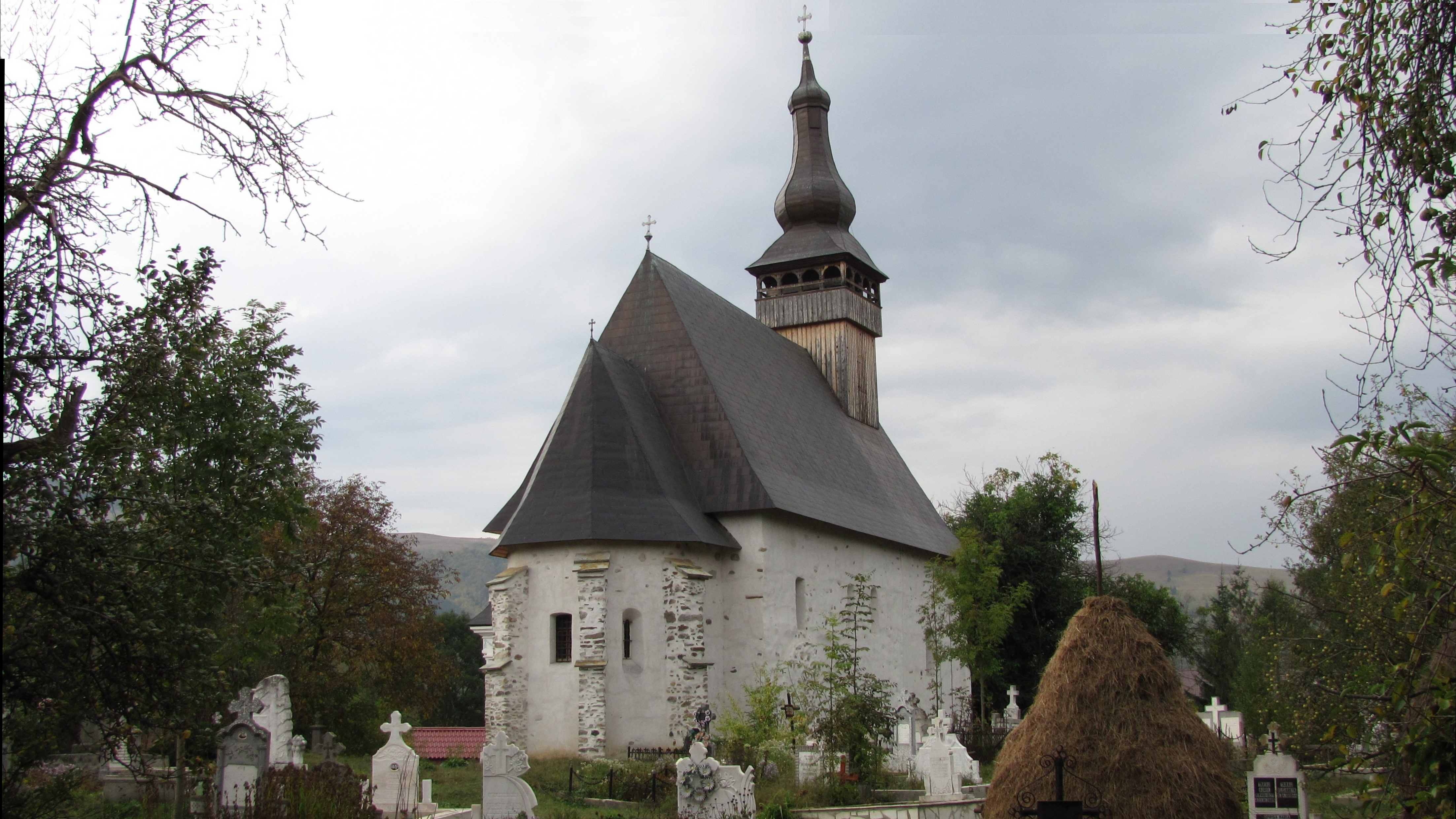
A Szent György ortodox templom
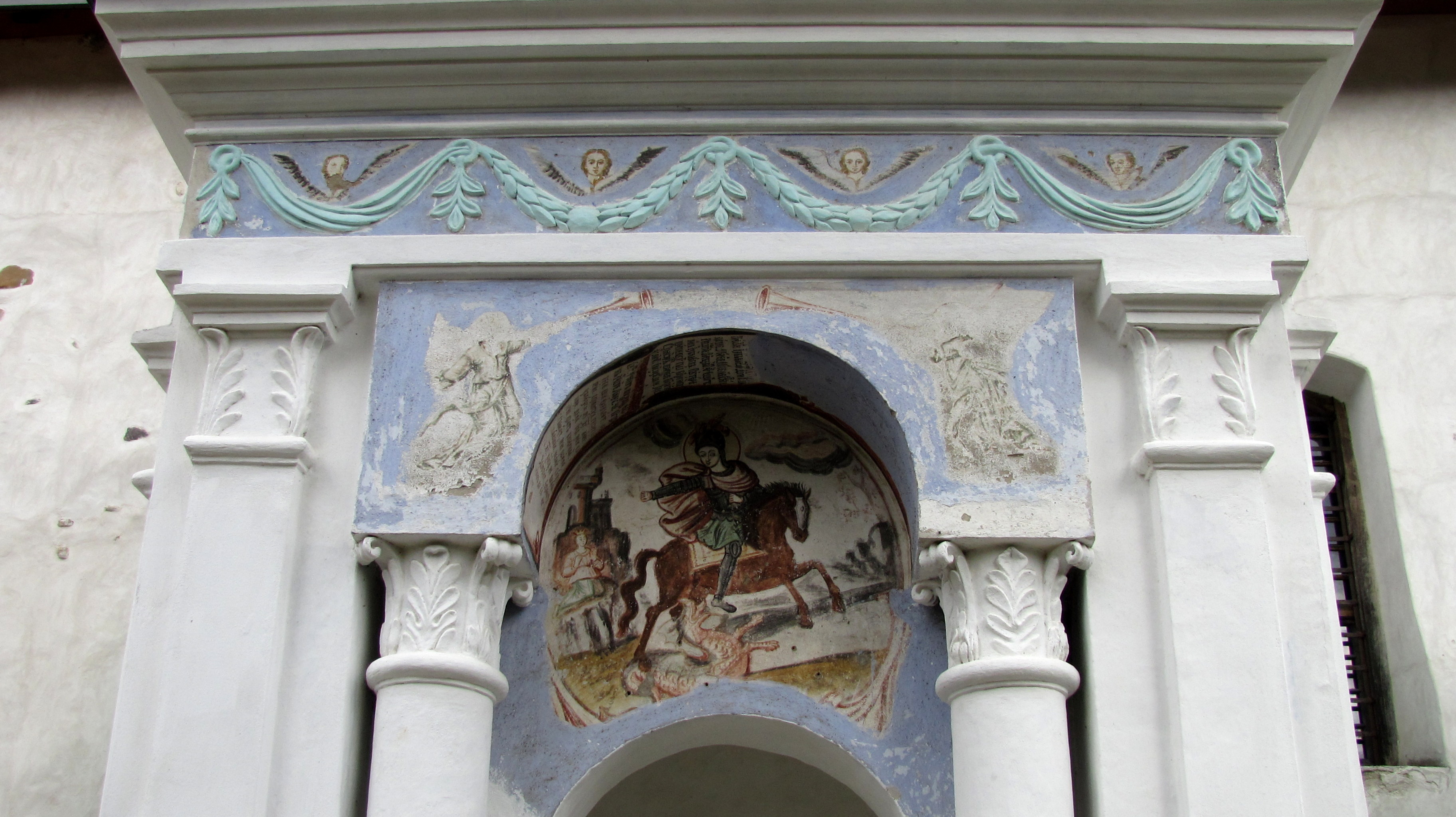
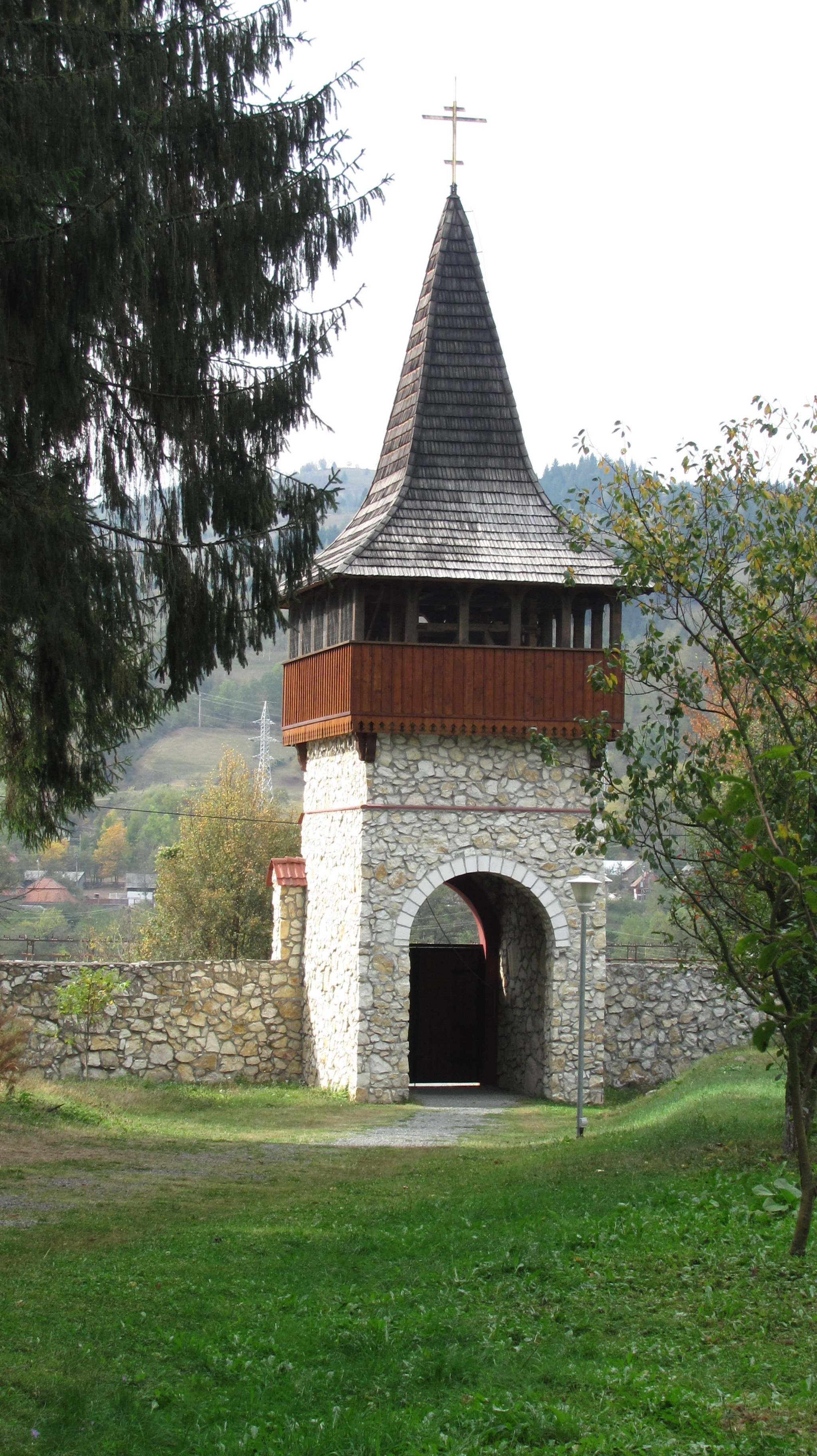
A kolostor haranglába
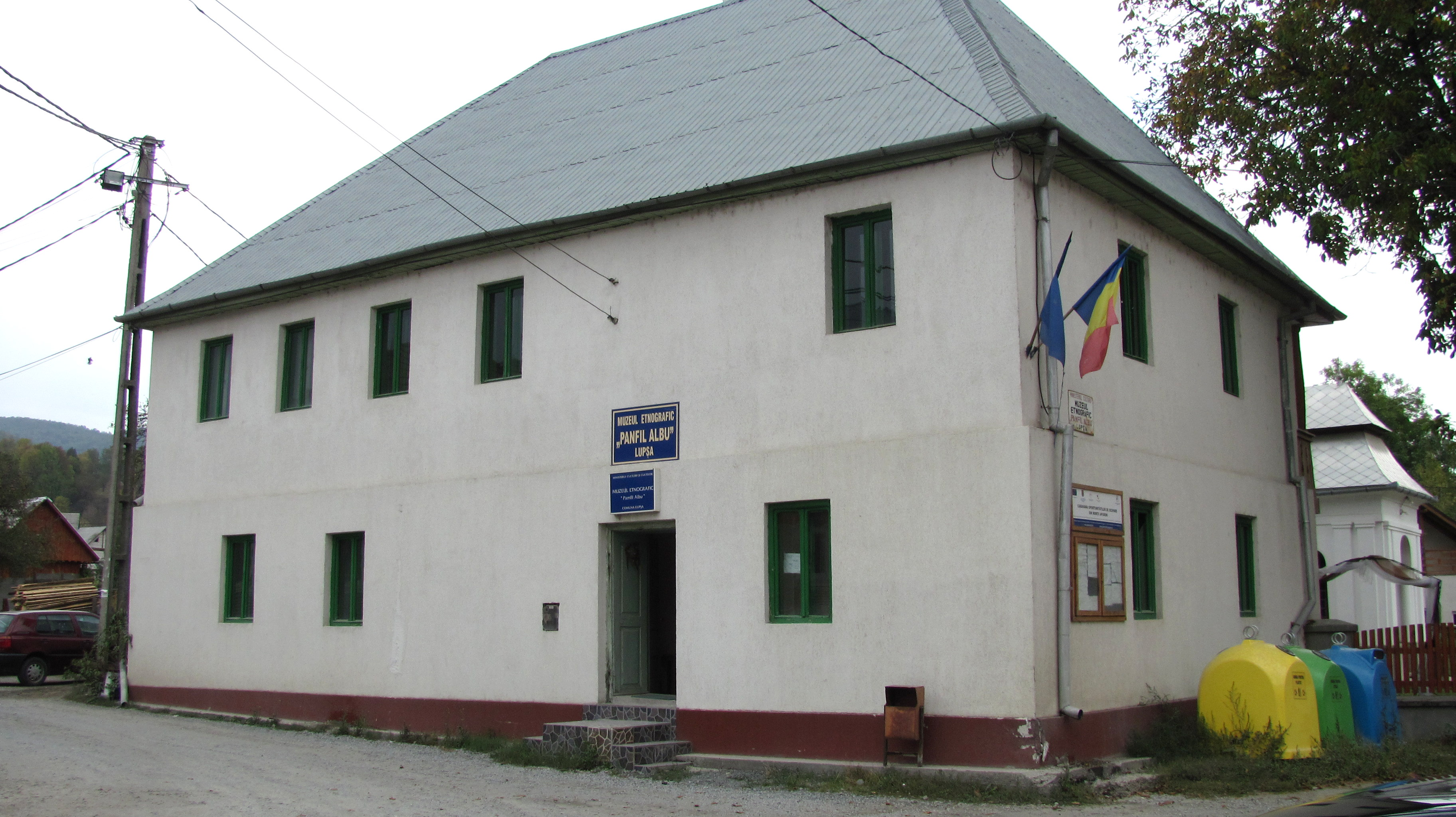
A Pamfil Albu Néprajzi Múzeum
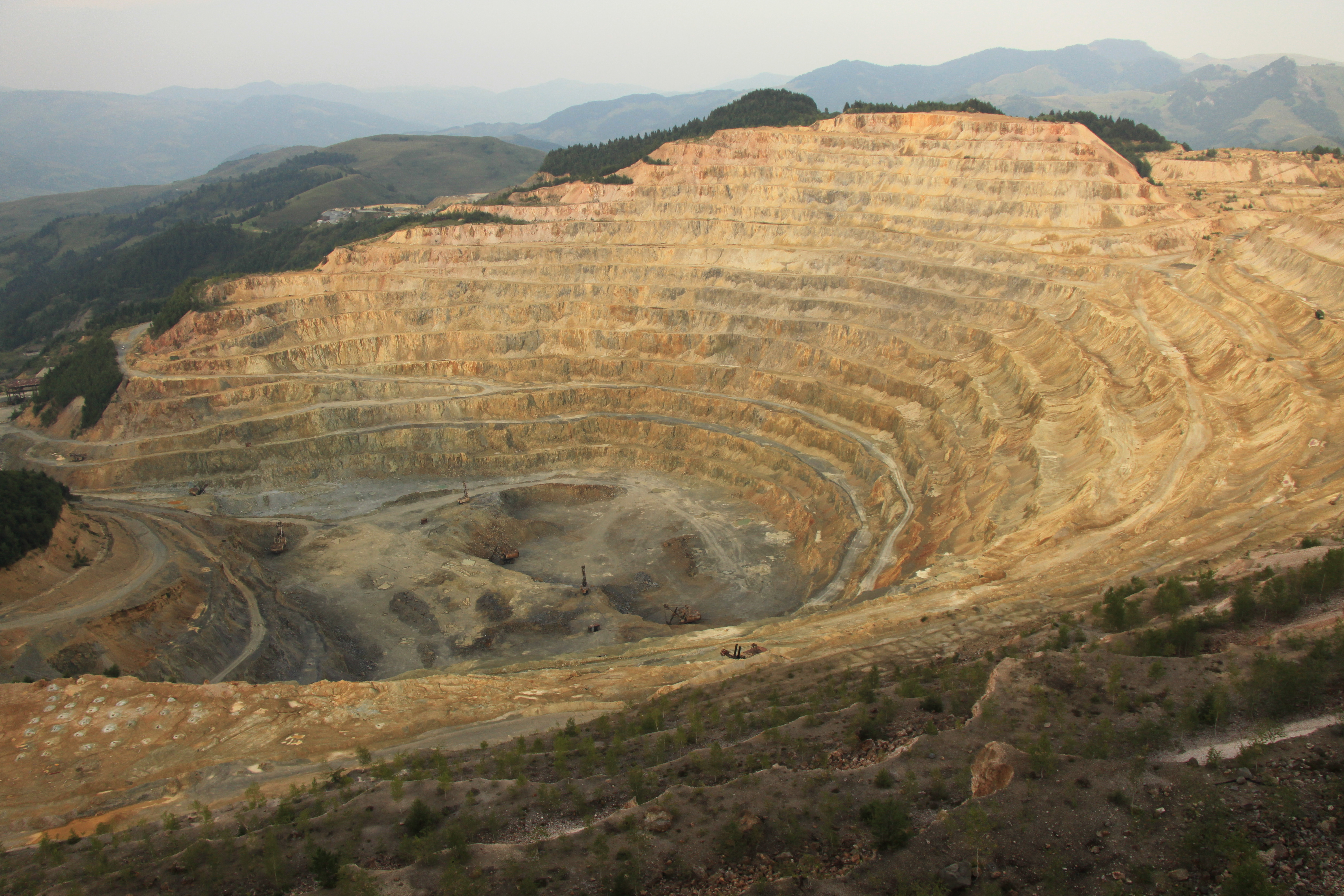
Roșia Poieni rézbánya Nagylupsa közelében